# Свеучилиште у Славонском Броду
Свеучилиште у Славонском Броду (хрв. Sveučilište u Slavonskom Brodu, лат. Universitas Studiorum Marsoniensis) је државни универзитет у Славонском Броду. Девети је и најмлађи универзитет у Хрватској, као и други у Славонији. Настава је започета академске 2020/21.